# Амаж
Ама́ж (фр. Amage) — коммуна во Франции, в регионе Франш-Конте, департамент Верхняя Сона. Население — 342 человека (2008).
Коммуна располагается на расстоянии 330 км к востоку от Парижа, 75 км на северо-восток от Безансона, 35 км на северо-восток от Везуля.

## Демография
Динамика населення (INSEE ):

## Экономика
В 2007 году среди 220 человек трудоспособного возраста (15—64 лет) 169 были активны, 51 — неактивна (показатель активности 76,8 %, у 1999 году было 69,3 %). Из 169 активных работало 156 человек (89 мужчин и 67 женщин), безработных было 13 (7 мужчин и 6 женщин). Среди 51 неактивных 18 человек было учащимися или студентами, 16 — пенсионерами, 17 были неактивными из-за иных причин.
В 2008 году в коммуне числилось 128 обложенных домохозяйств, в которых проживало 335 человек, медиана доходов выносила 18 165 евро на одного проживающего.